# Towarzystwo Kursów Naukowych (1905–1918)
Towarzystwo Kursów Naukowych – prywatna szkoła wyższa w Warszawie działająca w latach 1905–1918, przekształcona w 1916 r. w Wolną Wszechnicę Polską. Pierwsza jawna uczelnia polska od likwidacji 1869 Szkoły Głównej. Przyczyniła się do odbudowy polskiego szkolnictwa wyższego w II Rzeczypospolitej. Jej personel naukowy i dydaktyczny wziął udział m.in. w organizacji Uniwersytetu Warszawskiego, Politechniki Warszawskiej, Szkoły Głównej Handlowej i Szkoły Głównej Gospodarstwa Wiejskiego w Warszawie.

## Powstanie Towarzystwa
Szkoła powstała jako kontynuacja istniejącego wcześniej nielegalnego Uniwersytetu Latającego z inicjatywy Samuela Dicksteina. Pozyskał on dla tej idei Henryka Sienkiewicza, Tadeusza Korzona, Adama Antoniego Kryńskiego, Aleksandra Jabłonowskiego, Juliana Adolfa Święcickiego, Ignacego Chrzanowskiego, Antoniego Osuchowskiego, Stanisława Leszczyńskiego, Karola Benniego oraz Leopolda Kronenberga i Piotra Drzewieckiego. Ten komitet zatwierdził napisany przez Dicksteina projekt Statutu TKN i wystąpił 12 listopada 1905 do władz o legalizację na jego podstawie Towarzystwa. Pierwsze założycielskie zebranie stowarzyszenia które zgromadziło 40 osób odbyło się 28 grudnia 1905. Opublikowano wówczas pierwszą wersję statutu. Mimo to upłynął prawie rok, po którym władze zatwierdziły go, tworząc podstawy prawne dla funkcjonowania uczelni. W kwietniu 1906. po ogłoszeniu nowego prawa o związkach i stowarzyszeniach, inicjatorzy wykładów powyżej wspomnianych urzeczywistnili powzięty już poprzednio zamiar i zawiązali Towarzystwo kursów naukowych, mające na celu organizowanie stale systematycznych wykładów naukowych, o wyższym poziomie. Zarząd tego Towarzystwa ma z początkiem roku szkolnego 1906/7, t. j. we wrześniu r. b., otworzyć szereg wykładów naukowych z różnych dziedzin wiedzy, o ile znajdzie dostateczne poparcie materialne. Jego siedziba mieściła się w budynku Stowarzyszenia Techników w Warszawie przy ul. Włodzimierska 3/5. Ostatecznie TKN zostało zarejestrowane 9 listopada 1907 pod nr 44 przez Warszawski Rząd Gubernialny na podstawie ustawy o stowarzyszeniach. Założeniem organizatorów było przekazanie słuchaczom szerokiego zakresu wiedzy ogólnej oraz kształcenie nie tylko fachowców dla poszczególnych dziedzin, ale i ludzi światłych zorientowanych w całościowym dorobku współczesnej im nauki. Jeden z organizatorów szkoły a później wieloletni wykładowca Ludwik Krzywicki tak to sformułował: dla społeczeństwa chodzi tutaj nie o znajomość metod, nawet nie o samodzielność sądów, a tylko o przeniknięcie duchem, jaki na ród ludzki powiał od zdobyczy wiedzy nowoczesnej. Chodzi tu nie tylko o wyrabianie specjalistów wiedzy, ale także o wytwarzanie światłych, a przynajmniej nie przesądnych obywateli, nie tylko o produkcję zawodowców umiejących spełniać daną liczbę czynności fachowych, potrzebnych dla utrzymania bytu istniejącej całości społecznej, ale także o pozostawienie po sobie pokolenia szerzej spoglądającego na przyrodę i ludzkość.

## Zadania i struktura
Według Statutu głównymi zadaniami stowarzyszenia było: udzielanie wyższego wykształcenia i ułatwianie pracy naukowej osobom, posiadającym odpowiednie przygotowanie oraz rozpowszechnianie wiadomości naukowych wśród szerszych warstw społeczeństwa. Jego siedzibą była Warszawa a działalność rozciągała na terenie całego Królestwa. Jak podkreślano: członkami Towarzystwa bez różnicy płci są: 1-o jego założyciele, 2-o wykładający na kursach, 3-o osoby przyjęte przez Zarząd na przedstawienie dwóch członków Towarzystwa, 4-o instytucje naukowe i społeczne. Fundusze Towarzystwa gromadzono głównie ze składek członków, darów i zapisów testamentowych, opłat od słuchaczy. Składka członkowska na rok wynosiła 10 rubli. TKN jako stowarzyszenie działało do 1919 roku.
Organami Towarzystwa Kursów Naukowych były:
- Zarząd – składający się z 9 członków wybieranych przez Zebranie Ogólne na trzy lata. Ponadto skład zarządu był uzupełniany przez delegatów Rady Naukowej i Sekcji naukowych, którzy mieli głos doradczy. Wybierał spośród siebie przewodniczącego, jego zastępcę, sekretarza i skarbnika. Jego zadaniem było zarządzanie sprawami gospodarczymi i finansowymi Towarzystwa. Prezesem Zarządu w latach 1905–1918 był Piotr Drzewiecki,

| data wyboru                    | 28 XII 1905 | 23 V 1906 | 26 VI 1907 | 30 XII 1908 | 14 XII 1909 | 15 XII 1910 | 14 XII 1911 | 16 XII 1912 | 18 XII 1913 | 21 I 1914 | 23 XII 1915 |
| ------------------------------ | ----------- | --------- | ---------- | ----------- | ----------- | ----------- | ----------- | ----------- | ----------- | --------- | ----------- |
| Kazimierz Budny                |             |           | XXXXXXX    |             |             |             |             |             |             |           |             |
| Kazimierz Chełchowski          |             | XXXXXXX   |            |             |             |             |             |             |             |           |             |
| Ignacy Chrzanowski             |             | XXXXXXX   |            |             |             |             |             |             |             |           |             |
| Henryk Czopowski               |             |           |            | XXXXXXX     | XXXXXXX     | XXXXXXX     | XXXXXXX     | XXXXXXX     | XXXXXXX     | XXXXXXX   | XXXXXXX     |
| Jan Drége                      |             |           |            |             | XXXXXXX     |             |             |             |             |           |             |
| Piotr Drzewiecki               | XXXXXXX     | XXXXXXX   | XXXXXXX    | XXXXXXX     | XXXXXXX     | XXXXXXX     | XXXXXXX     | XXXXXXX     | XXXXXXX     | XXXXXXX   | XXXXXXX     |
| Stanisław Dzierzbicki          |             |           |            |             | XXXXXXX     |             |             |             |             |           |             |
| Julian Eberhardt               |             | XXXXXXX   | XXXXXXX    |             |             |             |             |             |             |           |             |
| Hieronim Kondratowicz          |             |           | XXXXXXX    |             |             |             |             |             |             |           |             |
| Stanisław Kontkiewicz          |             |           | XXXXXXX    | XXXXXXX     | XXXXXXX     | XXXXXXX     | XXXXXXX     | XXXXXXX     | XXXXXXX     | XXXXXXX   | XXXXXXX     |
| Władysław Mieczysław Kozłowski |             |           |            | XXXXXXX     |             |             |             |             |             |           |             |
| Leopold Kronenberg             | XXXXXXX     |           |            |             |             |             |             |             |             |           |             |
| Ludwik Krzywicki               | XXXXXXX     | XXXXXXX   |            |             |             |             |             |             |             |           |             |
| Edmund Langner                 |             |           | XXXXXXX    |             |             |             |             |             |             |           |             |
| Walenty Miklaszewski           |             |           |            |             |             | XXXXXXX     | XXXXXXX     | XXXXXXX     | XXXXXXX     | XXXXXXX   | XXXXXXX     |
| Józef Natanson                 | XXXXXXX     | XXXXXXX   |            |             |             |             |             |             |             |           |             |
| Feliks Ochimowski              |             |           |            |             |             |             |             | XXXXXXX     | XXXXXXX     | XXXXXXX   | XXXXXXX     |
| Konrad Olchowicz               |             |           |            | XXXXXXX     | XXXXXXX     | XXXXXXX     | XXXXXXX     | XXXXXXX     | XXXXXXX     | XXXXXXX   | XXXXXXX     |
| Antoni Osuchowski              | XXXXXXX     | XXXXXXX   |            |             |             |             |             |             |             |           |             |
| Mikołaj Rejchman               |             |           | XXXXXXX    | XXXXXXX     |             |             |             |             |             |           |             |
| Ignacy Radziszewski            |             |           |            |             |             |             |             | XXXXXXX     | XXXXXXX     | XXXXXXX   | XXXXXXX     |
| Rafał Radziwiłłowicz           | XXXXXXX     |           |            |             |             |             |             |             |             |           |             |
| Tomasz Ruśkiewicz              |             | XXXXXXX   | XXXXXXX    |             |             |             |             |             |             |           |             |
| Oskar Scheller                 |             |           |            | XXXXXXX     | XXXXXXX     | XXXXXXX     | XXXXXXX     |             |             |           |             |
| Seweryn Smolikowski            | XXXXXXX     |           |            |             |             | XXXXXXX     | XXXXXXX     | XXXXXXX     | XXXXXXX     | XXXXXXX   | XXXXXXX     |
| Jan Sosnowski                  |             |           |            | XXXXXXX     | XXXXXXX     | XXXXXXX     | XXXXXXX     | XXXXXXX     | XXXXXXX     | XXXXXXX   | XXXXXXX     |
| Andrzej Swiętochowski          |             | XXXXXXX   |            |             |             |             |             |             |             |           |             |
| Stanisław Wroński              |             |           | XXXXXXX    | XXXXXXX     |             |             |             |             |             |           |             |
| Władysław Wilczyński           |             |           |            |             | XXXXXXX     | XXXXXXX     | XXXXXXX     |             |             |           |             |

- Komisja Rewizyjna – składająca się z trzech członków wybieranych przez Zebranie Ogólne na trzy lata. Jej zadaniem było kontrolowanie czynności Zarządu.
- Rada Naukowa (potem Senat) – składała się ona ze wszystkich stałych wykładowców TKN i dzieliła na Sekcje naukowe (późniejsze Wydziały). Jej pracami kierowało prezydium złożone z wybieranego na okres roku przewodniczącego (potem Rektora) i sekretarza, oraz przewodniczących (Dziekanów) i delegatów wszystkich Sekcji (potem Rad Naukowych Wydziałów). Senat układał i zatwierdzał programy nauczania i działalności naukowej TKN, zatrudniał wykładowców oraz przedstawiał Zarządowi i Zebraniu Ogólnemu wnioski dot. rozwoju naukowego Towarzystwa. Kolejnymi Rektorami uczelni byli Szymon Dickstein (1906- 1907), vacat (1907–1913), Henryk Czopowski (1913-1914), Władysław Mieczysław Kozłowski (1914–1915), Bronisław Chlebowski (1915–1916). Funkcję sekretarzy pełnili: Jan Karol Kochanowski (1906−1907), Norbert Pinkus (1907–1913), Stanisław Słoński (1913-1914), Adam Czartkowski (1914–1915), Bronisław Rydzewski (1915–1916)[2].
- Zebranie Ogólne – w jego zebraniach mieli prawo uczestniczyć wszyscy członkowie TKN. Wybierało Zarząd i Komisję Rewizyjną oraz zatwierdzało sprawozdania roczne, bilanse, preliminarze budżetu przygotowywane przez Zarząd oraz sprawozdania Komisji Rewizyjnej i Rady Naukowej (potem Senatu). Do jego kompetencji należało także podejmowanie decyzji w sprawie rozwiązania Towarzystwa, a także w sprawie jego majątku[2].

Zobacz też Lista członków Towarzystwa Kursów Naukowych w Warszawie stan na 1916

## Działalność Senatu i Wydziałów TKN
Szkoła jako pierwsza polska uczelnia przyjmowała studentów bez różnicy płci. Pierwsze zajęcia w ramach TKN prowadzono już od końca 1905 roku. Jednym z pierwszych wydziałów który rozpoczął swą działalność z początkiem 1906 roku był wydział matematyczno-przyrodniczy. Pierwsze regularne zajęcia na całej uczelni rozpoczęto w roku akademickim 1906/1907. KTN stał się tym samym pierwsza polską uczelnią działająca legalnie w Królestwie Polskim od czasu zamknięcia w 1869 Szkoły Głównej. Do wybuchu pierwszej wojny światowej funkcjonowały cztery wydziały: 1) matematyczno-przyrodniczy, 2) humanistyczny, 3) techniczny i 4) rolniczy potem także 5) ogrodniczy i leśny oraz instytut pedagogiczny. TKN prowadziło też kursy dokształcające (na poziomie średnim i wyższym).
Rozrastająca się szybko uczelnia wymagała lokali na wykłady oraz pracowni. Z powodu braku własnych gmachów wynajmowano je, stąd zajęcia odbywały się m.in. w Muzeum Przemysłu i Rolnictwa, Stowarzyszenia Techników, Szkoły technicznej im. Wawelberga i Rotwanda, Laboratorium Chemicznego Warszawskiego Towarzystwa Farmaceutycznego, Pracowni gleboznawczej Centralnego Towarzystwa Rolniczego, Pracowni chemicznej Muzeum Przemysłu i Rolnictwa, Pracowni chemicznej w Szkole Jeżewskiego, Pracowni chemicznej przy Kursach Przemysłowo-rolniczych, Pracowni w szpitalu św. Ducha, Muzeum Przemysłu i Sztuki stosowanej, Towarzystwa Naukowego, Instytutu Psychologicznego, Szkoły Edwarda Rontalera, Towarzystwa Ogrodniczego, Szkoły im. Staszica, Towarzystwa „Urania”. Od 1912 zaczęto także starania o wybudowanie własnej siedziby uczelni. W latach 1905–1916 w zajęciach uczestniczyło ok. 25 tys. słuchaczy, w tym ponad 15 tys. kobiet.
Uczelnię w 1916 przekształcono w Wolną Wszechnicę Polską.

### Wydział Przyrodniczy
Do 1915 roku działał pod nazwą Przyrodniczo-matematycznego. Jego organizację stworzono na podstawie istniejącego wcześniej odpowiedniego wydziału Uniwersytetu Latającego oraz istniejącej od lat 90. XIX wieku sekcji teorii ogrodnictwa i nauk przyrodniczych pomocniczych działająca przy Towarzystwie Ogrodniczym Warszawskim. Ich działacze założyli przy Muzeum Przemysłu i Rolnictwa sekcję odczytową która stała się zawiązkiem Wydziału Matematyczno-Przyrodniczego TKN w grudniu 1905. Jak informował „Przegląd Techniczny” W styczniu 1906 Zarząd Muzeum Przemysłu i Rolnictwa zamierza rozpocząć szereg systematycznych wykładów publicznych o poziomie wyższym, z dziedziny nauk matematycznych i przyrodniczych. Wykład y te zobowiązali się prowadzić w czasie miesięcy zimowych i wiosennych pp.: S. Dickstein: analiza algebraiczna (3 godz. tygodniowo), W. Gosiewski: rachunek różniczkowy (3 godz.), L. Zarzecki: geometria analityczna (3 godz.), T. Banachiewicz: astronomia (2 godz.), S. Kalinowski: fizyka doświadczalna (3 g.), J.J. Boouso: chemia nieorganiczna (3 g.), J. Sosnowski biologia ogólna (2 g.), J. Eysmond: zoologia bezkręgowców (2 g.), J. Tur: zoologia kręgowców (2 g.), Z. Wójcicki: botanika (2 g.). W wyniku rozmów z tymczasowym zarządem TKN na posiedzeniu 5 lutego 1906 wspomniane grono przyrodników postanowiło przystąpić do Towarzystwa i kontynuować w jego ramach zaczęte wcześniej zajęcia. Datę tę uznaje się za początek działalności Wydziału. Jego pracami kierowali Dziekani (przewodniczący): Samuel Dickstein (1906−1907), Jan Sosnowski (1907-1909, 1913), Tadeusz Miłobędzki (1909–1911), Jan Lewiński (1911-1913), Kazimierz Stołyhwo (1916–1918) oraz sekretarze:Tadeusz Banachiewicz (1906), Kazimierz Stotyhwo (1906−1907), Wacław Sierpiński (1907–1908), Stefan Kwietniewski (1908-1909), Władysław Gorczyński (1909–1911), Ryszard Błędowski (1911–1914), Kazimierz Białaszewicz (1914–1915), Bronisław Rydzewski (1915–1916).
Do wykładowców Wydziału należeli Tadeusz Banachiewicz (1906-1910), Edward Bekier (1916), Kazimierz Białaszewicz (1913–1916), Jan Bielecki (1906-1909), Ryszard Błędowski (1911-1916), Józef Jerzy Bogucki (1912-1916), Jerzy Brunner (1908-1916), Artur Chojecki (1915–1916), Adam Czartkowski (1911-1916), Jan Danysz (1914), Samuel Dickstein (1906–1908), Seweryn Dziubałtowski (1916-1916), Stanisław Glixelli (1915–1916), Władysław Gorczyński (1909–1911), Marian Grotowski (1911-1916), Dionizy Hellin (1907-1916), Zygmunt Janiszewski (1911), Stanisław Kalinowski (1906-1916), Józef Wierusz-Kowalski (1911, 1916), Jan Krassowski (1911-1916), Ludwik Krzywicki (1906-1916), Stefan Kwietniewski (1907-1909), Hilary Lachs (1911-1918), Jan Lewiński (1906-1916), Czesław Łopuski (1911-1913), Adam Mahrburg (1906-1910), Edmund Malinowski (1912-1916), Tadeusz Miłobędzki (1906-1916), Stanisław Orłowski (1916-1916), Stanisław Poniatowski (1913–1916), Jan Pruszyński (1906-1909), Edward Przewoski (1916), Feliks Rutkowski (1916), Bronisław Rydzewski (1915–1916), Jan Samsonowicz (1915–1916), Wacław Sierpiński (1906–1908), Władysław Smosarski (1909-1916), Jan Sosnowski (1906-1916), Michalina Stefanowska (1907-1909), Kazimierz Stotyhwo (1906-1916), Wanda Szczawińska (1911-1916), Ludwik Szperl (1909-1916), Stanisław Thugutt (1916), Józef Trzebiński (1914-1916), Jan Tur (1906-1916), Feliks Wermiński (1911-1916) Zygmunt Weyberg (1906-1911), Brunon Winawer (1911), Zygmunt Wóycicki (1906-1911) i Lucjan Zarzecki (1906-1915), Józef Zawadzki (1916).
Mimo dużej rotacji wykładowców ich skład był stale uzupełniany, dzięki temu Wydział mógł sprawnie funkcjonować. Wykłady odbywały się głównie w Muzeum Przemysłu i Rolnictwa, a potem także w budynku Stowarzyszenia Techników, pracowni Towarzystwa Farmaceutycznego. Utworzono też specjalnie w ramach wydziału pracownię botaniczną. Na Wydziale prowadzono zajęcia z: astronomii, anatomii, anatomii porównawczej, antropologii, bakteriologii, biologii, botaniki, chemii fizycznej, chemii nieorganicznej, chemii organicznej, etnologii, etnografii, farmakologii, fizjologii, fizjologii patologicznej, fizjologii układu nerwowego, fizyki, fizyki teoretycznej, geografii roślin, geologii, genetyki, higieny, histologii, matematyki, matematyki dla przyrodników, meteorologii, mineraologii, paleontologii, psychologii, psychologii doświadczalnej, radiologii, zoologii. W sumie w latach 1906–1916 na Wydział Przyrodniczy dyplom ukończenia uczelni otrzymało 68 osób, w większości kobiet.
| Rok akademicki | semestr | Liczba przedmiotów | Liczba godzin tygodniowo | Liczba studentów | Liczba studentów | Liczba studentów | Liczba profesorów |
| -------------- | ------- | ------------------ | ------------------------ | ---------------- | ---------------- | ---------------- | ----------------- |
| Rok akademicki | semestr | Liczba przedmiotów | Liczba godzin tygodniowo | ogółem           | mężczyzn         | kobiet           | Liczba profesorów |
| 1906/1907      | zimowy  | 28                 | 54                       | 706              | 187              | 519              | 14                |
| 1906/1907      | letni   | 22                 | 48                       | 243              | 58               | 185              | 13                |
| 1907/1908      | zimowy  | 29                 | 64                       | 266              | 56               | 210              | 17                |
| 1907/1908      | letni   | 22                 | 43                       | 159              | 31               | 128              | 15                |
| 1908/1909      | zimowy  | 23                 | 38                       | 214              | 42               | 172              | 14                |
| 1908/1909      | letni   | 24                 | 45                       | 148              | 23               | 125              | 14                |
| 1909/1910      | zimowy  | 25                 | 57                       | 180              | 34               | 146              | 13                |
| 1909/1910      | letni   | 21                 | 48                       | 94               | 19               | 75               | 14                |
| 1910/1911      | zimowy  | 17                 | 47                       | 86               | 26               | 60               | 11                |
| 1910/1911      | letni   | 17                 | 47                       | 51               | 13               | 38               | 11                |
| 1911/1912      | zimowy  | 19                 | 35                       | 104              | 32               | 72               | 15                |
| 1911/1912      | letni   | 22                 | 37                       | 111              | 37               | 74               | 17                |
| 1912/1913      | zimowy  | 21                 | 36                       | 115              | 27               | 88               | 17                |
| 1912/1913      | letni   | 22                 | 40                       | 118              | 29               | 89               | 14                |
| 1913/1914      | zimowy  | 24                 | 40                       | 93               | 24               | 69               | 14                |
| 1913/1914      | letni   | 22                 | 40                       | 80               | 23               | 57               | 14                |
| 1914/1915      | zimowy  | 31                 | 60                       | 96               | 44               | 52               | 16                |
| 1914/1915      | letni   | 31                 | 62                       | 89               | 29               | 60               | 17                |
| 1915/1916      | zimowy  | 43                 | 78                       | 109              | 32               | 77               | 23                |
| 1915/1916      | letni   | 36                 | 76                       | 101              | 32               | 69               | 17                |

### Wydział Techniczny
Pierwszymi organizatorami Wydziału po powstaniu TKN byli Piotr Drzewiecki, Leopold Kronenberg i Kazimierz Obrębowicz. W 1906 wystąpili oni z projektem powołania prywatnej politechniki o trzech wydziałach z polskim językiem wykładowym. W roku akademickim 1906/1907 zaczęto nawet prowadzić pierwsze zajęcia w projektowanej szkole. Jak podawał „Przegląd Techniczny” – w marcu 1906 z inicjatywy Stowarzyszenia Techników w Warszawie urządzono wykłady z dziedziny wiedzy technicznej. Zapowiedziano wykładów 27, że jednak, wskutek spóźnionej pory rozpoczęcia tych wykładów, na liczną frekwencję liczyć nie było można, przeto ograniczono się na razie na urządzeniu tylko 10-ciu wykładów, na które zapisało się 256 słuchaczów.. Ze względu na brak zgody władz rosyjskich na powstanie politechniki jej pomysłodawcy skoncentrowali swoją aktywność w ramach powstałego w 1907 Wydziału Technicznego TKN. O rozpoczęciu zajęć poinformowano w wydanej specjalnie odezwie w której stwierdzono: wobec braku wyższej szkoły technicznej w kraju dla młodzieży, nieposiadającej środków na wyjazd do politechnik zagranicznych, Wydział Techniczny T.K.N. urządza w najbliższym półroczu zimowym Kursy Politechniczne, obejmujące wszystkie przedmioty, wykładane w pierwszym półroczu w politechnikach na wydziałach mechanicznym, budowlanym i inżynieryjnym W ramach Wydziału prowadzono Kursy Politechniczne (1907-1911), Kursy Wieczorne dla techników (1908-1916), Wyższe Kursy Techniczne (1909–1910), Wykłady dla inżynierów (1913), Kursy dla Cukrowników (1910). Jak donosił „Przegląd Techniczny” w ramach Kursów Politechnicznych W półroczu zimowe m r. 1907/8 będą wykładane przedmioty następujące: a) Obowiązujące dla wszystkich trzech wydziałów: 1) Rachunek różniczkowy i całkowity (3 godz. wykładów i 1 godz. ćwicz.) 2) Geometry a wykreślna (4 godz. wykł. i 2 godz. ćwicz.). 3) Geometria analityczna (3 godz.). 4) Chemia (2 godz.). 6) Budownictwo (2 godz.). b) Dla wydziału mechanicznego dodatkowo: 1) Kreślenie techniczne z działu mechanicznego. 2) Szkicowanie części maszyn z natury, c) Dla wydziału budowlanego dodatkowo: 1) Kreślenie budowlane. 2) Formy architektoniczne (2 godz.). 3) Miernictwo (nieobowiązkowo) (2 godz.). d) Dla wydziału inżynierskiego dodatkowo: 1) Kreślenie techniczne z działu inżynierskiego. 2) Miernictwo (2 godz.). 3) Form y architektoniczne (nieobowiązkowo) (2 godz.). e) Nadto dl a słuchaczy z gimnazjów filologicznych, lub w ogóle słuchaczy nieposiadających dostatecznego przygotowania matematycznego: 1) Uzupełniający kurs matematyk i średniej (3 godz.).
Według Statutu TKN Rada Naukowa Wydziału Technicznego (początkowo używającego nazwy Sekcji) składała się z osób, które wykładały na Kursach Politechnicznych zorganizowanych w 1907 uzupełnianych następnie przez osoby podejmujące wykłady. „Przegląd Techniczny” zachęcał do podnoszenia kwalifikacji zawodowych na Wydziale Technicznym Towarzystwa Kursów Naukowych, na którym organizowano wzorowane na programach politechnik angielskich i amerykańskich wykłady z rozmaitych działów techniki, między innymi mechaniki, elektrotechniki, konstrukcji budowlanych, hydrauliki oraz urządzeń sanitarnych. Wydział Techniczny TKN był w 1915 pierwszym organizatorem przyszłej Politechniki Warszawskiej,
Do wykładowców Wydziału należeli: Karol Adamiecki (1913), Jan Babiński (1910), K. Bagiński (1906−1907), Wiktor Biernacki (1913), K. Bliske (1909–1910), Józef Jerzy Boguski (1909-1916), Leon Buszkowski (1906-1916), Henryk Czopowski (1906-1916), Czesław Domaniewski (1906-1911), Józef Dziekoński (1906−1907), Leon Faterson (1906−1907), Michał Feldblum (1909–1910), Edward Geisler (1909-1916), Wacław Gniazdowski (1909-1916), Ksawery Gnoiński (1913), Kazimierz Grabowski (1906-1911), Marian Grotowski (1909-1916), Stanisław Grzybowski (1910), B. Hac (1909-1916), Jan Heurich (1906-1911), Józef Holewiński (1907- 1909), Antoni Humnicki (1909-1916), Władysław Jabłoński (1909-1916), Karol Jenike (1906−1907), Stefan Jurkowski (1909-1916), Marceli Jeżowski (1907–1908), Stanisław Kalinowski (1909–1910), Leon Karasiński (1909-1916), Konrad Kasperowicz (1913), Stanisław Kontkiewicz (1906−1907), Rafał Korniłowicz (1909-1912), Edward Kosiński (1910), Stanisław Kozierski (1909–1910), Tadeusz Kozłowski (1909-1916), Aleksander Krzyżanowski (1913), Stanisław Lisiecki (1906-1911), F. Łazarski (1909–1910), Stanisław Łukasiewicz (1912-1916), Józef Malanowicz (1910), Władysław Marconi (1906−1907), Kazimierz Mech (1909-1916), Henryk Mierzejewski (1909-1916), Bolesław Miklaszewski (1906−1907), B. Miłkowski (1906−1907), Leon Nowakowski (1910), Kazimierz Obrębowicz (1906-1911), Stanisław Okolski (1906−1907), Edward Opęchowski (1909-1916), Lucjan Paczóski (1909-1916), Wacław Paszkowski (1911-1915), Stanisław Patschke (1909-1916), Antoni Petrulewicz (1909–1910), Jan Piotrowski (1913), S. Plewiński (1910), Stanisław Płużański (1909-1916), Edward Potempski (1913), Stanisław Podolski (1912-1916), Mieczysław Pożaryski (1906-1916), Ignacy Radziszewski (1906-1916), Tadeusz Rutkowski (1910), A.A. Schuerr (1913), Jan Sianożecki (1914-1916), Mieczysław Sikorski (1915–1916), Józef Sioma (1906−1907), Adam Słucki (1910), Szczepan Ludwik Szczaniowski (1906−1907), Zygmunt Straszewicz (1906-1916), Stefan Szyller (1906-197), Tomasz Świętochowski (1909-1916), Karol Taylor (1909-1916), Mikołaj Tołwiński (1907-1911), Aleksander Wasiutyński (1906−1907), Józef Wierusz-Kowalski (1906−1907), Brunon Winawer (1909-1916). Czesław Witoszyński (1913), Wiktor Wojciechowski (1909-1916), W. Wojtowicz (1909–1910), Stanisław Wysocki (1910–1913), Roman Zakrzewski (1912–1914),S. Zarzecki (1909–1910), Franciszek Zawadzki (1911–1914).

### Wydział Humanistyczny
Pierwotnie nazywany Komisją Nauk Humanistycznych, a potem Sekcją Humanistyczną zaczął istnieć po powstaniu Wydziałów przyrodniczego i technicznego. Twórcy TKN od samego początku planowali uruchomienie wykładów z zakresu humanistyki, niemniej panujące uwarunkowania polityczne w tym opór władz rosyjskich przesunęły ich otwarcie w czasie. Faktyczne uruchomienie Wydziału nastąpiło w roku akademickim 1906/1907. Na wydziale otwarto 4 kierunki:
- Językoznawstwo i literatura
- Nauki historyczne
- Nauki społeczne i prawne
- Nauki filozoficzne

W ramach Wydziału powołano w 1910 tzw. Kolegium wzorowane na uczelniach brytyjskich którego słuchacze powinni ukończyć pierwszy etap studiów wyższych otrzymując stosowne świadectwo. W pierwszych latach jego istnienia nauka trwała w nim przez rok, od 1913 obowiązywał program dwuletni. W jego ramach były równomiernie reprezentowane cztery kierunki nauk realizowane na Wydziale. Kolegium ukończyło do końca 1916 roku w sumie 86 absolwentów. Świadectwa które im wydano umożliwiły im wstęp m.in. na uczelnie galicyjskie, francuskie i szwajcarskie. 11 lipca 1914 Biuro Narodowe uniwersytetów francuskich uznało je za równoważne ze bakalaureatem francuskim.
W 1915 na Wydziale powołano do życia z inicjatywy dziekana Władysława Mieczysława Kozłowskiego i w porozumieniu z wydziałami przyrodniczym i fizyko-matematycznym Instytut Pedagogiczny. Program Instytutu rozłożono na 4 lata, zaś jego słuchaczami mieli być studenci Kolegium Humanistycznego, Kolegium Przyrodniczego lub Wydziału fizyko-matematycznego. Jego celem było przygotowanie nauczycieli szkół średnich i seminariów nauczycielskich. Wykłady odbywały się w wynajmowanych salach, m.in. w Muzeum Przemysłu i Rolnictwa (Krakowskie Przedmieście 66), w sali Tow. „Urania” (Bracka 18), w Stowarzyszenia Techników (Wlodzimierska 315), w szkole im. Staszica (Wilcza 41), w szkole Edwarda Rontalera (Polna 41), Warszawskiego Towarzystwa Naukowego (Kaliksta 8) oraz w Instytucie Psychologicznym (Piękna 44).
Pracami Wydziału kierowali Dziekani (przewodniczący): Tadeusz Korzon (1906−1907), Adam Antoni Kryński (1907), Władysław Mieczysław Kozłowski (1908-1915), Jan Jakubowski (1915), Feliks Ochimowski (1915-1918).
Do wykładowców Wydziału należeli: Karol Appel (1906-1915), Ignacy Baranowski (1913-1914), Tytus Benni (1911–1912), Józef Bojasiński (1906-1918), Benedykt Bornstein (1915–1916), Bronisław Bouffał (1906−1907, 1910–1911), Jerzy Bridge (1914–1915), Stanisław Bukowiecki (1906-1909, 1910–1911), Władysław Bukowiński (1908-1915), Wilhelm Calder (1912–1914), Bronisław Chlebowski (1909-1918), Ignacy Chrzanowski (1906−1907), Jan Władysław Dawid (1907–1914), Zofia Daszyńska-Golińska (1909–1910), Aureli Drogoszewski (1909-1914), Edmund Erdmann (1913-1914), Henryk Galle (1915–1916), Edward Grabowski (1909–1911), Franciszek Greenep (1909-1914), Żelisław Grotowski (1907–1908), Ignacy Halpern (1910–1918), Marceli Handelsman (1912-1916), Janusz Iwaszkiewicz (1908-1911), Antoni Jabłoński (1907-1915), Jan Jakubowski (1907-1915), Zygmunt Janiszewski (1911–1912), Eleonora Kennedy (1915–1916), Kazimierz Karwowski (1915–1916), Stanisław Kętrzyński (1906-1910), Władysław Konopczyński (1907-1909). Gabriel Korbut (1910–1911), Tadeusz Korzon (1906−1907), Władysław Mieczysław Kozłowski (1906-1918), Michał Kreczmar (1909–1910), Adam Antoni Kryński (1906−1907), Ludwik Krzywicki (1906-1916), Jan Kucharzewski (1907–1908), Wiktoria Kuszllówna (1908-1916), Jakub Lewkowicz (1906-1909), Marceli Lewy (1908-1909), Maria Librachowa-Lipska (1914–1915), Eugenia Lubliner (1915–1916), Czesław Łopuski (1912–1913), Władysław Maliniak (1915–1916), Marian Massonius (1907–1914), Ignacy Matuszewski (1909-1918), Stanisław Michalski (1912–1913), Aleksander Mogilnicki (1913-1914), Henryk Mościcki (1909-1918), Eligiusz Niewiadomski (1914-1916), Jadwiga Ochimowska (1915–1916), Feliks Ochimowski (1909-1918), Henryk Opieński (1911–1914), Stanisław Orłowski (1914–1918), Norbert Pinkus (1907–1914), S. Pivar (1908-1909), Wacław Radecki (1914-1916), Ignacy Radliński (1906−1907, 1915-1918), Henryk Radziszewski (1914–1918), Emil Stanisław Rappaport (1907--1908, 1914–1918), Józef Rosenzweig (1913–1918), Michał Rowiński (1907-1909), Jakub Segał (1914–1918), Józef Siemieński (1908-1918), Stanisław Słoński (1907-1916), Michał Sokolnicki (1906−1907), Michalina Stefanowska (1908–1912), Władysław Studnicki (1906–1908), Rudolf Szerękowski (1909-1912, 1914-1916), Stanisław Szober (1907–1908, 1912-1916), Aniela Szycówna (1907-1916), Wincenty Trojanowski (1906-1916), Kazimierz Tymieniecki (1915–1916), Kazimierz Wóycicki (1914-1916), Lucjan Zarzecki (1915–1916).

### Wydział Rolniczy
Wydział Rolniczy – wyodrębnił się we wrześniu 1906 z Wydziału Matematyczno-Przyrodniczego. Pierwsze jej posiedzenie odbyło się 21 listopada 1906 r., podczas którego wyłoniono Radę Naukową. Jej pierwszym przewodniczącym został prof. Stanisław Chaniewski. Jego zastępcą wybrano prof. Jana Tura, wykładowcę zoologii, a sekretarzem inicjatora utworzenia Wydziału Władysława Wilczyńskiego. Finansowanie Wydziału Rolnego oparto w dużej mierze na subwencjach Centralnego Towarzystwa Rolniczego. Na pierwszy rok zgłosiło się 17 osób, w tym jedna kobieta, pochodzących głównie z rodzin ziemiańskich. Pierwszy wykład wygłosił prof. Tadeusz Miłobędzki który tak to wspominał znalazłem się oko w oko z kilkunastu młodymi adeptami rolnictwa po raz pierwszy na specjalnie przeznaczonym dla nich wykładzie chemii nieorganicznej 6 listopada 1906 roku o 8 rano w t.zw. „wszechświecie”. Ów wykład był w ogóle inauguracyjnym wykładem na świeżo utworzonym Wydziale Rolniczym, co było uświęcone serdecznym i radosnym nastrojem i słuchaczy, i wykładającego, mimo dzień chmurny i ponury. Nie pamiętam, aby rozpoczęcie pracy na nowym wydziale było zaznaczone nabożeństwem, czy uroczystym posiedzeniem, czy poświęceniem. Wiosną 1911 władze wydały koncesję na Kursy Przemysłowo – Rolnicze przy Muzeum Przemysłu i Rolnictwa w Warszawie. Formalnie miały one status szkoły średniej – faktycznie ze względu na program w istocie wyższej. Postanowiono wówczas w tej placówce skoncentrować kształcenie rolnicze – stąd na posiedzeniu Rady Naukowej Wydziału Rolniczego w dniu 11 lutego 1911 r. podjęto decyzję o jego likwidacji i włączeniu jego kadry do nowej placówki. Wydział Rolniczy TKN stał się podstawą utworzenia Szkoły Głównej Gospodarstwa Wiejskiego w Warszawie.

## Literatura
- Dziesięciolecie Wolnej Wszechnicy Polskiej TKN: sprawozdanie z działalności Towarzystwa Kursów Naukowych, 1906-1916, opracowali Ryszard Błędowski, Stanisław Orłowski, Henryk Mościcki, Warszawa 1917, Podkarpacka BC – wersja elektroniczna
- Towarzystwo Kursów Naukowych, Warszawa 1905 – wersja elektroniczna
- Towarzystwo Kursów Naukowych w Warszawie, „Szkoła” 1914, nr 7–8, s. 356;
- Kursy wyższe w Warszawie, „Szkoła” 1914–1915, nr 9–10, s. 473–474

- Towarzystwo Kursów Naukowych w Warszawie. „Muzeum” 1906, I, 186; 1907, II, 374. [Lwów] 1906